# Azäryol VK
Azäryol VK (azerbadjanska: Azəryol VK) var en volleybollklubb från Baku, Azerbajdzjan. Klubben var aktiv mellan 2012 och 2017
Azəryol bildades genom en sammanslagning av Azeryolservis (bildat 2011) och Bakı VK (bildat 2005). Klubben hade ett samarbete med Azərreyl QVK som först innebar att Azərreyl var förstalag och Azəryol var andralag, men senare byte lagen roller. På Europa-nivå nådde klubben som bäst semifinal i CEV Cup, vilket de gjorde säsongerna 2013–2014 och 2015–2016.